# 해피 데스데이
《해피 데스데이》(영어: Happy Death Day)는 2017년 개봉한 미국의 블랙 코미디 슬래셔 영화이다. 크리스토퍼 랜던이 연출을, 스콧 롭델이 각본을 맡았다.
미국에서 2017년 10월 13일에 공개되었다.
속편 《해피 데스데이 2 유》(2019)로 이어진다.

## 줄거리
생일날 반복되는 죽음이라는 특별한 선물을 받은 여대생의 끝나지 않는 파티가 이어진다.

## 출연
- 제시카 로스 - 트리 겔브먼 역
- 이즈리얼 브루사드 - 카터 데이비스 역
- 루비 모딘 - 로리 역
- 찰스 에이킨 - 그레고리 역
- 로라 클리프턴 - 스테퍼니 역
- 제이슨 베일 - 데이비드 역
- 롭 멜로 - 존 역
- 레이철 매슈스 - 대니엘 역
- 피 부 - 라이언 역
- 터네이 인트리아고 - 시위자 학생 역
- 빌리 슬로터 - 윈터 박사 역
- 도나 두플란티에이 - 간호사 디나 역
- 지지 어네타 - 기자 역
- 지미 곤잘러스 - 경찰 역